# Sophie Langohr
Sophie Langohr est une plasticienne pluridisciplinaire belge née à Chênée en 1974.

## Biographie

### Enfance et formation
Elle est née en 1974 à Chênée.
Sophie Langohr est diplômée en philologie romane de l’Université de Liège et en peinture, à l’Académie des Beaux-Arts.

### Carrière
En 2013, elle participe à la Résidences-Ateliers Vivegnis International de Liège.

## Expositions

### Personnelles
- 2009 (juin-juillet) - « Madame rêve » à la Maison renaissance de l’émulation à Liège[3].
- 2023 - Les Raisins de la Colère, Bonnemaison, Ans[4],[5].

### Collectives
- 2011 : « L'art de l'irrévérence » du 18 mars au 29 mai 2011 au Centre Wallonie-Bruxelles à Paris[6] puis à l’espace Saint-Antoine du musée de la vie wallonne à Liège[7].
- 2013 : « Pour les siècles des siècles » du 2 au 19 mai 2013 à l'église Saint-Loup ( Lieux-Communs)
- 2019 : Les Mesures du Monde, Tourinnes-la-grosse[8].

## Prix
- 2002, premier Prix Lambert Lecrenier[9].
- 2007, Prix national de portrait photographique Fernand Dumeunier[9].